# Узничи
Узничи (бел. Узнічы) — малая река в Червенском районе Минской области Белоруссии, правый приток реки Добрица.
Длина реки — 9 км. Берёт начало в 1,3 км к востоку от деревни Ляды, в 42 метрах к югу от автодороги Червень—Гродзянка. Течёт преимущественно в юго-западном направлении по открытой местности, через 2,2 км меняет направление на западное, через 458 метров снова поворачивает на юго-запад, но ещё через 1,5 км резко меняет направление на почти северное, с незначительным отклонением к западу, таким образом огибая Ляды с юга. Через 1,9 км сворачивает на северо-восток, спустя 450 метров пересекает автодорогу Червень—Гродзянка и ещё через примерно 85 метров поворачивает на север, а затем вновь на северо-восток, минуя деревню Печище на западе и опустевшую деревню Сосновщина на востоке, севернее которой направление течения реки вновь меняется на почти северное. За 120 метров от устья снова поворачивает на северо-восток. Впадает в Добрицу в 1 км к востоку от деревни Мощалино. Русло реки полностью канализировано.